# Staicele
Staicele er beliggende i Limbažis distrikt i det nordlige Letland ved floden Salaca og fik byrettigheder i 1992. Før Letlands selvstændighed i 1918 var byen også kendt på sit tyske navn Staizel.